# (137) Melibea
(137) Melibea es un asteroide perteneciente al cinturón de asteroides descubierto el 21 de abril de 1874 por Johann Palisa desde el observatorio de Pula, Croacia.
Está nombrado por Melibea, un personaje de la mitología griega.